# Бонита Гранвил
Бонита Гранвил (енгл. Bonita Granville) је била америчка глумица, рођена 2. фебруара 1923. године у Чикагу, а преминула 11. октобра 1988. године у Санта Моники.